# UFC Fight Night: Hernandez vs. Pereira
UFC Fight Night: Hernandez vs. Pereira（ユーエフシー・ファイトナイト：ヘルナンデス・バーサス・ペレイラ、別名UFC Fight Night 245、UFC on ESPN+ 103）は、アメリカ合衆国の総合格闘技団体「UFC」の大会の一つ。2024年10月19日、ネバダ州ラスベガスのUFC APEXで開催された。

## 大会概要
本大会はアンソニー・ヘルナンデスとミシェル・ペレイラのミドル級戦が組まれた。

## 試合結果

### プレリミナリーカード
第1試合 フライ級 5分3R
○  オーステン・レーン vs.  ロベリス・デスパイネ ×
3R終了 判定3-0（29-28、29-28、29-28）
第2試合 女子ストロー級 5分3R
○  メリッサ・マルティネス vs.  アリス・アルデレアン ×
3R終了 判定3-0（30-27、30-27、30-27）
第3試合 女子ストロー級 5分3R
○  エリース・リード vs.  ジェシカ・ペネ ×
3R終了 判定3-0（29-28、29-28、29-28）
第4試合 139ポンド契約 5分3R
○  ジョセリン・エドワーズ vs.  タミリス・ビダル ×
3R 4:33 ネッククランク
※エドワーズの体重超過により女子バンタム級から変更。
第5試合 バンタム級 5分3R
○  ジェアン・マツモト vs.  ブラッド・カトーナ ×
3R終了 判定3-0（29-28、29-28、29-28）
第6試合 フライ級 5分3R
○  アスー・アルマバイエフ vs.  マテウス・ニコラウ ×
3R終了 判定3-0（29-28、29-28、29-28）

### メインカード
第7試合 フェザー級 5分3R
○  ダレン・エルキンス vs.  ダニエル・ピネダ ×
3R終了 判定3-0（29-28、29-28、29-28）
第8試合 バンタム級 5分3R
○  キャメロン・スマザーマン vs.  ジェイク・ハドリー ×
3R終了 判定3-0（30-26、29-27、29-27）
第9試合 フライ級 5分3R
○  チャールズ・ジョンソン vs.  ス・ムダルジ ×
3R終了 判定3-0（29-28、29-28、29-28）
第10試合 バンタム級 5分3R
○  ロブ・フォント vs.  カイラー・フィリップス ×
3R終了 判定3-0（29-28、29-28、29-28）
第11試合 ミドル級 5分5R
○  アンソニー・ヘルナンデス vs.  ミシェル・ペレイラ ×
5R 2:22 TKO（グラウンドの肘打ち連打）

### 各賞
ファイト・オブ・ザ・ナイト：ダレン・エルキンス vs. ダニエル・ピネダ
パフォーマンス・オブ・ザ・ナイト：アンソニー・ヘルナンデス
各選手にはボーナスとして5万ドルが授与された。

### カード変更
負傷などによるカードの変更は以下の通り。